# Pseudoplumarella
Pseudoplumarella är ett släkte av koralldjur. Pseudoplumarella ingår i familjen Primnoidae.
Kladogram enligt Catalogue of Life:
| Pseudoplumarella | \| \| Pseudoplumarella corrucans \| \| \| \| \| \| Pseudoplumarella echidna \| \| \| \| \| \| Pseudoplumarella filicoides \| \| \| \| \| \| Pseudoplumarella thetis \| \| \| \| \| \| Pseudoplumarella versluysi \| \| \| \| |
|                  | \| \| Pseudoplumarella corrucans \| \| \| \| \| \| Pseudoplumarella echidna \| \| \| \| \| \| Pseudoplumarella filicoides \| \| \| \| \| \| Pseudoplumarella thetis \| \| \| \| \| \| Pseudoplumarella versluysi \| \| \| \| |
|                  | Pseudoplumarella corrucans |
|                  | |
|                  | Pseudoplumarella echidna |
|                  | |
|                  | Pseudoplumarella filicoides |
|                  | |
|                  | Pseudoplumarella thetis |
|                  | |
|                  | Pseudoplumarella versluysi |
|                  | |